# De Bohun Island
Die De Bohun Island ist eine Insel in der Themse. Die Insel liegt in Reading östlich der Reading Bridge an der Südseite des Flusses. Es ist eine natürliche Insel, an die das Caversham Lock mit seinem Wehr angebaut wurde.